# Schlacht von Cepeda (1859)
Die Schlacht von Cepeda von 1859 fand am 23. Oktober in Cañada de Cepeda, Santa Fe, Argentinien statt. Die Armee der Confederación Argentina (Argentinische Konföderation), angeführt von Justo José de Urquiza, besiegte an dem Tag die Soldaten der Provinz Buenos Aires, angeführt vom Unitarier Bartolomé Mitre.

## Hintergründe
Vor dem Inkrafttreten der republikanischen Verfassung von 1853 und als Nachwirkung der Schlacht von Caseros löste sich die Provinz Buenos Aires von der argentinischen Konföderation, um einen eigenen unabhängigen Staat zu bilden. Die Konföderation war jedoch angewiesen auf den Hafen der Stadt Buenos Aires für seinen Außenhandel. Urquizas Politik der schönen Worte gegenüber der Provinz Buenos Aires schlug jedoch fehl und zusätzlich wählte die Provinz den Radikalen und Unitarier Valentín Alsina 1857 zum Gouverneur. 
Am 1. April 1859, nach der Ermordung des früheren Gouverneurs der Provinz San Juan, Nazareno Benavídez, durch einen mutmaßlichen Agenten der Provinz Buenos Aires, verabschiedete der Kongress der Konföderation ein Gesetz, das dem Präsidenten de Urquiza erlaubte, die „abtrünnige Provinz Buenos Aires friedlich zu reintegrieren“. Falls dieses nicht möglich sein sollte, hatte er die Genehmigung, die Armee einzusetzen. 
Die Regierung von Buenos Aires sah dieses Gesetz als Kriegserklärung an. Im Mai 1859 genehmigte das Parlament von Buenos Aires dem Gouverneur, jegliche militärische Aggression mit der Provinzarmee abzuwehren. Bartolomé Mitre, der Anführer der Truppen von Buenos Aires, wurde befohlen, die Provinz Santa Fe anzugreifen, derweil die Marine die Hauptstadt der Konföderierten, Paraná, blockieren sollte.
Aufgrund der drohenden Gefahr eines Konfliktes, versuchten Brasilien, Paraguay, die Vereinigten Staaten und Großbritannien eine diplomatische Lösung. Paraguay sandte den jungen Francisco Solano López um zu vermitteln. Die Vermittlungsversuche mussten jedoch scheitern, da Buenos Aires auf dem Rücktritt von Urquiza bestand, worauf sich die Konföderation nicht einlassen wollte. 
Die Armee der Konföderierten traf die Truppen von Buenos Aires bei Cañada de Cepeda, nördlich von Pergamino. Nach einigen taktischen Manövern trafen die Truppen am Nachmittag des 23. Oktober aufeinander. Bei Sonnenuntergang wurde Mitre klar, dass seine Soldaten besiegt waren. Die Bonaerenser zogen sich nach San Nicolás de los Arroyos zurück, von wo sie nach Buenos Aires zurückkehrten.

## Konsequenzen
Urquiza nahm nicht die Stadt Buenos Aires ein, sondern lagerte stattdessen im benachbarten San José de Flores, dem heutigen Stadtteil Flores, um die Verhandlungen zu führen. Gouverneur Alsina wurde aufgrund seiner Haltung bezüglich der Rückkehr in die Konföderation von seinen eigenen Verbündeten gezwungen zurückzutreten.
Am 11. November, nach Vermittlung von Francisco Solano López, unterzeichneten Buenos Aires und die Konföderation den San José de Flores Pact, durch den Buenos Aires de iure wieder Mitglied der Konföderation wurde. Der Provinz wurden gewisse Privilegien zugestanden, die später zur Schlacht von Pavón führten und die Vorherrschaft der Provinz Buenos Aires in Argentinien begründeten. 